# 藤巻胤家
藤巻 胤家（ふじまき たねいえ、嘉永6年12月30日（1854年1月28日） - 1901年（明治34年）12月1日）は、明治時代の陸軍軍人。官位は陸軍歩兵大尉従六位勲四等。山形県士族（1894年（明治27年）に分家後は千葉県士族）。
1877年（明治10年）の西南戦争に出征して戦功を挙げる。歩兵第18連隊中隊長等を歴任する。
1881年（明治14年）7月、養子縁組解消に伴い「石口」姓から「藤巻」姓へ復姓。

## 親族
- 実父は米沢藩士御小納戸頭の藤巻与捴[4]。明治初期から明治14年まで、同藩士の石口直次郎の養子となるが後に復姓する。
- 実兄（藤巻与三郎）の養子で義理の甥にあたる藤巻卯三郎は海軍教授[5]。

## 略歴
- 嘉永6年12月30日（1854年1月28日） - 米沢藩士 藤巻与捴の次男として生まれる
- 明治5年5月（1872年6月） - 陸軍教導団歩兵科入学（教導団入学前は通称名の石口学蔵）[6]
- 1874年（明治7年）2月 - 被任陸軍軍曹、東京鎮台歩兵第1連隊第1大隊附[7]
- 1876年（明治9年）4月 - 被任陸軍曹長、東京鎮台歩兵第2連隊（佐倉）第1大隊第1中隊附[8]
- 1877年（明治10年）2月 - 西南戦争に出征（～明治10年10月）、第2旅団歩兵第2連隊第1大隊第1中隊附
- 1877年（明治10年）4月 - 出征中：任陸軍少尉試補及び同第1中隊長代務（4月9日～5月11日）被任申付[9]
- 1877年（明治10年）7月 - 出征中：被任陸軍少尉[10]
- 1878年（明治11年）2月 - 陸軍戸山学校入校、7月30日射的優等證下賜、同日教則卒業ニ付退校
- 1878年（明治11年）3月 - 東京鎮台歩兵第2連隊第1大隊（佐倉営所）第1中隊第1小隊長[11]
- 1878年（明治11年）8月 - 鹿児島逆徒征討の際の功により、勲六等に叙せられ、年金七拾円下賜
- 1880年（明治13年）5月 - 被任陸軍歩兵中尉[12]
- 1884年（明治17年）6月 - 歩兵第18連隊第2大隊副官[13]
- 1885年（明治18年）11月 - 被叙勲五等双光旭日章
- 1890年（明治23年）2月 - 被任陸軍歩兵大尉、歩兵第18連隊中隊長[14]
- 1894年（明治27年）9月 - 日清戦争に出征、歩兵第2連隊補充大隊第4中隊長
- 1895年（明治28年）12月 - 被叙勲四等瑞宝章・従軍記章を授与、金三百円下賜
- 1901年（明治34年）12月1日 - 脳溢血で倒れ死去する（満47歳）。叙従六位[1]

## 人物像
陸軍省大日記（西南戦役第二旅団戦闘履歴明治10年2月26日～11年8月6日）によると
『歩兵第2連隊第1大隊第1中隊附 陸軍少尉石口胤家は今回戦役中4月9日より5月11日まで中隊長代理となり木留村にて戦役に服し7月10日六観音山迂回の節は一小隊を引率し、賊軍背後に進出して部下を配慮指揮して大いに奮戦する。7月28日野尻新村進撃の際は部下15名を率いて迂路を経て深舎を超えて賊塁に突入し接戦後、ついに此の塁を抜き、さらに進軍し本隊に合流し再び進軍し接戦したのち、抜刀賊を倒す。部下に命令を下し各自に銃2動を装備させて賊を倒す、この時疲労困憊しても勇気を振り絞って大いに奮進して遂に賊を敗走させる…』 などの史料が残されている。

## 参考史料
- 藤巻胤家の軍歴書（兵籍簿）の原本画像
- 1885年（明治18年）叙勲五等双光旭日章勲記の原本画像
- 1895年（明治28年）叙勲四等瑞宝章勲記の原本画像
- 1895年（明治28年）従軍記章之證の原本画像